# Gelete Burka
Gelete Burka Bati (23 gennaio 1986) è una mezzofondista e maratoneta etiope.

## Palmarès
| Anno | Manifestazione      | Sede           | Evento        | Risultato  | Prestazione | Note                          |
| ---- | ------------------- | -------------- | ------------- | ---------- | ----------- | ----------------------------- |
| 2005 | Mondiali            | Helsinki       | 1500 m piani  | 8ª         | 4'04"77     | Miglior prestazione personale |
| 2007 | Giochi panafricani  | Algeri         | 1500 m piani  | Oro        | 4'06"89     |                               |
| 2007 | Mondiali            | Osaka          | 5000 m piani  | 10ª        | 15'07"46    |                               |
| 2008 | Mondiali indoor     | Valencia       | 1500 m piani  | Oro        | 3'59"75     | Record africano               |
| 2008 | Campionati africani | Addis Abeba    | 1500 m piani  | Oro        | 4'08"25     | Record dei campionati         |
| 2009 | Mondiali            | Berlino        | 1500 m piani  | 9ª         | 4'11"21     |                               |
| 2010 | Mondiali indoor     | Doha           | 1500 m piani  | Bronzo     | 4'08"39     |                               |
| 2010 | Campionati africani | Nairobi        | 1500 m piani  | Argento    | 4'11"12     |                               |
| 2011 | Mondiali            | Taegu          | 1500 m piani  | Semifinale | dnf         |                               |
| 2012 | Mondiali indoor     | Istanbul       | 3000 m piani  | Bronzo     | 4'08"39     |                               |
| 2013 | Mondiali            | Mosca          | 1500 m piani  | Batteria   | 4'11"26     |                               |
| 2015 | Mondiali            | Pechino        | 10000 m piani | Argento    | 31'41"77    |                               |
| 2015 | Giochi panafricani  | Brazzaville    | 10000 m piani | Bronzo     | 31'38"33    |                               |
| 2016 | Giochi olimpici     | Rio de Janeiro | 10000 m piani | 8ª         | 30'26"26    | Miglior prestazione personale |

## Altre competizioni internazionali
2003
- Oro al Cross de l'Acier ( Leffrinckoucke)

2006
- Oro al Great Edinburgh International Cross Country ( Edimburgo) - 19'01"

2007
- Oro al Great Edinburgh International Cross Country ( Edimburgo) - 23'25"

2008
- Oro al Great Edinburgh International Cross Country ( Edimburgo) - 19'58"

2009
- Oro al Memorial Van Damme ( Bruxelles), 2000 m piani - 5'30"19

2010
- Argento al Doha Diamond League ( Doha), 1500 m piani - 4'02"16
- Argento alla Weltklasse Zürich ( Zurigo), 1500 m piani - 4'02"26

2011
- Argento alla San Silvestre Vallecana ( Madrid) - 31'30"

2012
- 5ª alla Zevenheuvelenloop ( Nimega), 15 km - 49'26"
- Oro alla San Silvestre Vallecana ( Madrid) - 30'53"

2013
- 12ª alla Maratona di Francoforte ( Francoforte sul Meno) - 2h30'40"

2014
- 7ª alla Maratona di Chicago ( Chicago) - 2h34'17"
- Bronzo alla Maratona di Houston ( Houston) - 2h26'03"
- Argento alla Mezza maratona di Bogotà ( Bogotà) - 1h15'38"

2016
- 7ª alla Mezza maratona di Delhi ( Nuova Delhi) - 1h09'32"
- Argento alla BOclassic ( Bolzano), 5 km - 15'49"

2017
- Argento al Meeting de Atletismo Madrid ( Madrid), 3000 m piani - 8'43"68
- 4ª alla Mezza maratona di Valencia ( Valencia) - 1h08'08"
- Oro alla San Silvestre Vallecana ( Madrid) - 30'55"

2018
- Oro alla Maratona di Ottawa ( Ottawa) - 2h22'17"
- 6ª alla Maratona di Dubai ( Dubai) - 2h20'45"
- Oro alla Mezza maratona di Valencia ( Valencia) - 1h06'11"

2019
- Bronzo alla Maratona di Chicago ( Chicago) - 2h20'55"
- Oro alla Maratona di Parigi ( Parigi) - 2h22'47"

2020
- 10ª alla Mezza maratona di Houston ( Houston) - 1h09'05"